# Sergio Galarza (escritor)
Sergio Galarza Puente (Lima, 3 de agosto de 1976) es un escritor peruano.

## Biografía
Estudió en el Colegio San Agustín y posteriormente se licenció en Derecho por la Universidad de Lima, pero nunca ejerció dicha profesión. 
Fue redactor de noticias para un canal de televisión y editor de cultura para una revista. Siendo estudiante universitario ingresó en el taller de Cronwell Jara y, como él mismo ha relatado, fue ahí cuando comenzó a escribir y cuando salió su primer libro.
Debutó en la literatura como cuentista y en 1996 publicó su primera recopilación de relatos, Matacabros. En 2005, el mismo año en que se muda a Madrid  el sale su cuarto cuentario, La soledad de los aviones. 
Al año siguiente ganó Copé de Plata en la categoría Cuentos con «El mapache». El 2007 la editorial Periférica reeeditó Los Rolling Stones en Perú, reportaje coescrito con Cucho Peñaloza, cuya primera versión se había publicado el 2004 en Perú. El 2008 ganó el I Concurso de Narrativa del Migrante Peruano en España por su cuento «Teleoperadores» y publica en Perú su primera novela, Paseador de perros, reeditada el 2009 en España por Candaya y ganadora del premio Nuevo Talento FNAC. Paseador de perros es la primera parte de su trilogía madrileña. 
Galarza vive en el barrio de Malasaña y trabaja en una librería.

## Libros
- Matacabros, cuentos, Asma, 1996 (Estruendomudo 2010)
- El infierno es un buen lugar, cuentos, Asma, 1997
- Todas las mujeres son galgos, cuentos, Lecturamoral, 1999
- La soledad de los aviones, cuentos, Estruendomudo, 2005
- Los Rolling Stones en Perú, reportaje, con Cucho Peñaloza; Periférica, 2007
- Paseador de perros, novela (1ª de la trilogía madrileña), Candaya, 2009
- JFK, novela (2ª de la trilogía madrileña), 2012
- La librería quemada, novela (3ª de la trilogía madrileña), Candaya, 2014
- Algunas formas de decir adiós, cuentos, Algaida Editores, 2014
- Cuentos para búfalos, cuentos, Mesa Redonda, 2015
- Una canción de Bob Dylan en la agenda de mi madre, Montacerdos, 2016 (Candaya, 2017)
- Algún día este país será mío, novela, Alfaguara, 2018

## Premios y reconocimientos
- Copé de Plata en la categoría Cuentos con «El mapache»
- Nuevo Talento FNAC
- Premio Cortes de Cádiz de Relatos 2014 por Algunas formas de decir adiós[2]